# Agneta Mårtensson
Ulla Agneta Linnéa Mårtensson (ur. 31 lipca 1961 w Örebro) – szwedzka pływaczka, dwukrotna olimpijka
Na igrzyskach w Moskwie w 1980 roku w sztafecie 4 × 100 metrów stylem dowolnym, wraz z Cariną Ljungdahl, Tiną Gustafsson i Agnetą Eriksson, zajęła 2. miejsce, przegrywając jedynie z przedstawicielkami NRD. Na tych igrzyskach wystartowała jeszcze na 100 i 200 metrów stylem motylkowym (6. i 7. pozycja) oraz w sztafecie 4 × 100 metrów stylem zmiennym (4. miejsce). 4 lata później, na igrzyskach w Los Angeles, wzięła udział w rywalizacji na 100 metrów stylem motylkowym (odpadła w eliminacjach).